# Anomoia pusilla
Anomoia pusilla är en tvåvingeart som först beskrevs av Erich Martin Hering 1938.  Anomoia pusilla ingår i släktet Anomoia och familjen borrflugor. Inga underarter finns listade i Catalogue of Life.